# Jimmy Muindi
Jimmy Mwangangi Muindi (14 augustus 1973) is een voormalig langeafstandsloper uit Kenia. Zijn persoonlijk record op de marathon is 2:07.50. Hij won verschillende grote marathons, zoals de marathon van Honolulu (6x) en de marathon van Rotterdam (1x).

## Biografie
In 1992 was Muindi wereldkampioen op de 3000 m steeple bij de junioren.
Muindi liep meer dan dertig marathons. Hij liep verschillende malen de marathon van Honolulu. In totaal werd hij vijfmaal eerste (1999, 2000, 2003, 2004, 2005), viermaal tweede (1996, 1997, 2002, 2006) en tweemaal derde (1995, 2001). Zijn tweede plek uit 2006 werd later opgewaardeerd naar een eerste plaats omdat de oorspronkelijke winnaar wegens doping werd gediskwalificeerd. In 2003 finishte hij als derde bij de marathon van Seoel. Met zijn derde plaats bij de Chicago Marathon 2006 won hij $ 55.000 aan prijzengeld.
In Nederland geniet Muindi met name bekendheid vanwege zijn overwinning in de Rotterdam Marathon. In 2005 was hij het snelste met een persoonlijk record van 2:07.50. Met deze tijd bleef hij zijn landgenoot Jackson Koech twaalf seconden voor.
Na 2012 heeft hij geen (internationale) wedstrijden meer gelopen.

## Titels
- Wereldkampioen junioren 3000 m steeple - 1992

## Persoonlijke records
| Onderdeel      | Prestatie | Datum             | Plaats    |
| -------------- | --------- | ----------------- | --------- |
| 3000 m steeple | 8.31,62   | 20 september 1992 | Seoel     |
| 10 km          | 28.22     | 19 september 1999 | Praag     |
| 15 km          | 53.45     | 26 oktober 1996   | Tulsa     |
| 10 Eng. mijl   | 46.29     | 26 augustus 1995  | Flint     |
| 20 km          | 59.07     | 10 oktober 2004   | Chicago   |
| halve marathon | 1:01.33   | 29 september 1996 | Remich    |
| 25 km          | 1:13.57   | 10 oktober 2004   | Chicago   |
| 30 km          | 1:29.09   | 10 oktober 2004   | Chicago   |
| marathon       | 2:07.50   | 10 april 2005     | Rotterdam |

## Palmares

### 3000 m steeple
- 1992:  WK U20 - 8.31,62

### 5 km
- 1993:  Bath - 14.15
- 1993: 4e Sheffield - 14.06
- 1993:  Kirkintilloch - 13.56
- 1996:  Albuquerque - 14.23

### 10 km
- 1993:  Swansea - 29.00
- 1993: 7e Barnsley - 29.00
- 1994:  Swansea - 28.57
- 1995: 6e Atlanta - 28.34
- 1995:  Pittsburgh - 27.15
- 1996:  New York - 47.32
- 1996: 4e Washington - 28.28
- 1996: 7e Bolder Boulder - 29.21
- 1996: 7e Motorola Arizona in Phoenix - 29.10
- 1996:  New Times Phoenix - 28.28
- 1997:  Barnsley - 28.54
- 1997:  Phoenix - 28.41
- 1998:  New Times Phoenix - 29.17
- 1999:  Praag - 28.22

### 15 km
- 1995: 30e Sao Paulo - 46.23
- 1996:  Midland Run - 44.34
- 1996: 8e Tulsa - 43.45
- 2000:  Nairobi - 46.16
- 2002:  Nairobi - 48.12

### 10 Eng. mijl
- 1994: 13e Portsmouth - 50.54
- 1995: 5e Flint - 46.29
- 1995:  Park Forest - 46.51
- 1996: 9e Nortel Cherry Blossom in Washington - 48.10

### halve marathon
- 1994 9e halve marathon van Göteborg - 1:05.07
- 1994:  halve marathon van Bristol - 1:04.44
- 1994: 8e halve marathon van Stockholm - 1:05.16
- 1995:  halve marathon van Philadelphia - 1:02.01
- 1996: 6e Route du Vin - 1:01.33
- 1997: 7e Route du Vin - 1:03.19
- 1997: 6e halve marathon van Chihuahua - 1:30.28
- 1998: 9e Route du Vin - 1:03.06
- 1999:  Route du Vin - 1:01.46
- 2003: 4e Great Scottish Run - 1:01.58
- 2005: 11e halve marathon van Rotterdam - 1:03.44
- 2012:  halve marathon van Honolulu - 1:05.18

### 30 km
- 1993:  Lidingoloppet - 1:37.30
- 1994: 4e Lidingoloppet - 1:37.26
- 1995: 4e Lidingoloppet - 1:36.11
- 1996:  Lidingoloppet - 1:36.00
- 1997:  Lidingoloppet - 1:36.20
- 1998: 5e Lidingöloppet - 1:39.23
- 2000:  Lidingöloppet - 1:38.13

### marathon
- 1993: 15e marathon van Hamburg - 2:18.14
- 1994: 8e marathon van Gold Coast - 2:18.39
- 1994: 4e marathon van Honolulu - 2:17.54
- 1995: 9e marathon van Belgrado - 2:17.58
- 1995:  marathon van Honolulu - 2:17.55
- 1996:  marathon van Honolulu - 2:13.37
- 1997: 7e Boston Marathon - 2:12.49
- 1997:  marathon van Honolulu - 2:12.50
- 1998:  marathon van Honolulu - 2:15.26
- 1999:  marathon van Praag - 2:11.33
- 1999: 18e Chicago Marathon - 2:14.05
- 1999:  marathon van Honolulu - 2:16.45
- 2000: 4e marathon van Belgrado - 2:16.28
- 2000: 7e marathon van Praag - 2:14.17
- 2000:  marathon van Honolulu - 2:15.19
- 2001:  marathon van Belgrado - 2:15.19
- 2001: 11e marathon van Berlijn - 2:11.42
- 2001:  marathon van Honolulu - 2:15.39
- 2002: 8e marathon van Praag - 2:15.22
- 2002: 5e marathon van Berlijn - 2:08.25
- 2002:  marathon van Honolulu - 2:12.33
- 2003:  marathon van Seoel - 2:08.53
- 2003: 5e Chicago Marathon - 2:08.57
- 2003:  marathon van Honolulu - 2:12.59
- 2004: 10e marathon van Seoel - 2:13.12
- 2004: 4e Chicago Marathon - 2:08.27
- 2004:  marathon van Honolulu - 2:11.12
- 2005:  marathon van Rotterdam - 2:07.49,1
- 2005:  marathon van Honolulu - 2:12.00
- 2006: 5e marathon van Seoel - 2:12.20
- 2006:  Chicago Marathon - 2:07.51
- 2006:  marathon van Honolulu - 2:14.39
- 2007:  marathon van Honolulu - 2:18.53 (na diskwal. van de winnaar)
- 2008: 5e marathon van Honolulu - 2:21.43
- 2009: 4e marathon van Honolulu - 2:17.17
- 2010: 5e marathon van Honolulu - 2:22.34
- 2011: 6e marathon van Honolulu - 2:24.40
- 2012: 5e marathon van Duluth - 2:13.54